# Josefov
Josefov er den mindste bydel i Prag og er beliggende ud til Vltava lige efter dennes store sving mod øst i byens centrum. Josefov ligger her på flodens højre bred og er helt omsluttet af Staré Město. Bydelen var tidligere byens jødiske ghetto.

## Historie
De første jøder menes at være kommet til Prag i det 10. århundrede, og næsten lige siden har forholdet mellem byens jøder og kristne bølget op og ned. Med de første korstog blev der indledt en pogrom som medførte, at jøderne koncentrerede sig i en indhegnet ghetto. I 1262 udstedte kong Ottokar 2. af Bøhmen en Statuta Judaeorum, der tillod det jødiske samfund en vis autonomi. I 1389 fandt en af de værste pogromer sted, hvorunder over 3.000 omkom i en massakre til påske.
Mod slutningen af det 16. århundrede gik det langt bedre i ghettoen, der oplevede at se en jødisk borgmester i byen, Mordecai Maisel, der blev finansminister, og med hans og andre velhavende beboeres midler skete store forbedringer i ghettoen. Rabbien Judah Löw boede der samtidigt. Om ham fortaltes, at han havde skabt en golem, der beskyttede det jødiske samfund.
I 1850 blev kvarteret omdøbt til "Josefstadt" (på tjekkisk: Josefov) til ære for kejser Josef 2., der med sit "tolerance-edikt" fra 1781 havde haft stor betydning for jødernes frihed. To år før havde jøderne i forbindelse med revolutionen fået lov til at bosætte sig uden for byen, så derfor faldt andelen af jøder i bydelen. Det var primært de ortodokse og de fattige jøder, der forblev i Josefov. Mellem 1893 og 1913 blev store dele af kvarteret ryddet for at skabe en by, der lignede Paris. Tilbage stod blot seks synagoger, den gamle gravplads og det gamle jødiske rådhus. Alle tre er en del af det jødiske museum.
Under anden verdenskrig flyttede nazisterne en række jødiske kulturgenstande til Prag med henblik på at oprette et museum over en (forventet) uddød race. Samlingen endte i stor udstrækning som en del af det jødiske museum.

## Seværdigheder
På grund af rydningen af kvarteret i starten af det 20. århundrede kan det være svært at danne sig et indtryk af, hvordan der har set ud i ghettoen. Det jødiske museum giver dog indtryk heraf. Ellers kan nævnes et par af synagogerne, der overlevede rydningen: "Den Høje Synagoge", der stammer fra det 16. århundrede, og "Den Gamle-Ny Synagoge" ("Staronová") fra det 13. århundrede. Desuden er det jødiske rådhus et eksempel på det 18. århundredes rokokostil.
Herudover kan man besøge den jødiske kirkegård, der med anvendelse i perioden fra 15. til 18. århundrede er Europas ældste af slagsen.
Franz Kafka blev født i bydelen, men hans hjem findes ikke mere. Et museum for den berømte forfatter ligger i Staré Město lidt mod syd.
50°05′25″N 14°25′10″Ø / 50.09028°N 14.41944°Ø